# علی‌ملک
علی‌ملک، روستایی از توابع بخش مرکزی شهرستان نقده در استان آذربایجان غربی ایران است. تپه عبدل از مکان‌های تاریخی روستای علی ملک می‌باشد.

## جمعیت و زبان
این روستا در دهستان سلدوز قرار دارد و براساس سرشماری مرکز آمار ایران در سال ۱۳۸۵، جمعیت آن ۲۳۱ نفر (۵۵ خانوار) بوده‌است.